# Norsko na Zimních olympijských hrách 1984
Norsko na Zimních olympijských hrách 1984 v Sarajevu reprezentovalo 58 sportovců, z toho 50 mužů a 8 žen. Nejmladším účastníkem byla Agnes Aanonsen (17 let, 82 dní), nejstarším pak Jan Lindvall (33 let, 338 dní). Reprezentanti vybojovali 9 medailí, z toho 3 zlaté, 2 stříbrné a 4 bronzové.

## Medailisté
| Medaile | Jméno                                                           | Sport              | Disciplína               |
| ------- | --------------------------------------------------------------- | ------------------ | ------------------------ |
| Zlato   | Eirik Kvalfoss                                                  | Biatlon            | Muži 10 km sprint        |
| Zlato   | Inger Helene Nybråten Anne Jahren Brit Pettersenová Berit Aunli | Běh na lyžích      | Ženy štafeta 4 x 5 km    |
| Zlato   | Tom Sandberg                                                    | Severská kombinace | Muži jednotlivci         |
| Stříbro | Odd Lirhus Eirik Kvalfoss Rolf Storsveen Kjell Søbak            | Biatlon            | Muži štafeta 4 x 7,5 km  |
| Stříbro | Berit Aunli                                                     | Běh na lyžích      | Ženy 5 km                |
| Bronz   | Eirik Kvalfoss                                                  | Biatlon            | Muži 20 km (jednotlivci) |
| Bronz   | Brit Pettersenová                                               | Běh na lyžích      | Ženy 10 km               |
| Bronz   | Anne Jahren                                                     | Běh na lyžích      | Ženy 20 km (jednotlivci) |
| Bronz   | Kai Arne Engelstad                                              | Rychlobruslení     | Muži 1000 m              |